# IC 3824
IC 3824 је елиптична галаксија у сазвјежђу Гавран која се налази на листи објеката дубоког неба у Индекс каталогу.
Деклинација објекта је - 14° 25' 31" а ректасцензија 12h 50m 30,5s. Привидна величина (магнитуда) објекта IC 3824 износи 14,6 а фотографска магнитуда 15,6. IC 3824 је још познат и под ознакама NPM1G -14.0475, PGC 170210.